# Хронологія поширення COVID-19 (березень 2020)

Дата, коли повідомлялося про перший випадок у кожній країні

Ця стаття документує хронологію та епідеміологію SARS-CoV-2 протягом березня 2020 року. Це вірус, відповідальний за пандемію коронавірусу 2019–20 років, який виник в Ухані, Китай, у грудні 2019 року. Він може не включати всіх основних сучасних заходів для боротьби. (Про цей спалах стало відомо у грудні 2019 року)

## Хронологія вірусу

### 1 березня
Звіт про ситуацію ВООЗ № 41
- Вірменія підтвердила свій перший випадок, 29-річний чоловік, який повертався з Ірану.[3]
- Австралія підтвердила першу смерть у країні 78-річного чоловіка з круїзного корабля «Diamond Princess».[4] Було підтверджено ще один випадок, який довів загальну кількість до 26.[5]
- Австрія підтвердила ще чотири випадки, довівши загальну кількість до 14.[6]
- Бахрейн підтвердив ще шість випадків, довівши загальну кількість до 47.[7]
- Канада підтвердила чотири нові випадки в Онтаріо, довівши їх загальну кількість до 24. Усі чотири пацієнти мають історію подорожей до Ірану чи Єгипту.[8]
- Китай підтвердив 573 нові випадки; 570 з яких були в провінції Хубей, довівши загальну кількість до 79 824. Смертність збільшилася на 35 до загальної кількості 2870.[9]
- Чехія підтвердила перші три випадки в країні, осіб, які подорожували з Північної Італії.[10]
- Домініканська Республіка підтвердила свій перший випадок, 62-річного італійського туриста.[11]
- Еквадор підтвердив ще п'ять випадків, доводячи загальну кількість до 6.[12][13]
- Єгипет підтвердив ще один випадок, довівши загальну кількість до 2.[14]
- Фінляндія підтвердила ще два випадки, пов'язаних з жінкою діагностована на 27 лютого, в результаті чого загальне число 6.[15]
- Франція підтвердила ще 30 випадків, довівши загальну кількість до 130.[16]
- Німеччина підтвердила ще 63 випадки, довівши загальну кількість до 129.[17]
- Гонконг підтвердив ще три випадки, довівши загальну кількість до 98.[18]
- Іран підтвердив 385 нових випадків із ще 11 випадками смерті, що призвело до загальної кількості 978 та 54 відповідно.[19] Всього 23 члени парламенту Ірану, близько 8 %, випробували позитивність на вірус.[20]
- Ірак підтвердив ще шість випадків, довівши загальну кількість до 19.[21]
- Ізраїль підтвердив ще три випадки, довівши загальну кількість до 10.[22]
- Італія підтвердила 566 нових випадків та п'ять випадків смерті, що призвело до загальної кількості 1694 та 34 відповідно.[23]
- Японія підтвердила ще одну смерть від коронавірусу, довівши загальну кількість до 6.[24]
- Малайзія підтвердила ще чотири випадки, довівши загальну кількість до 29.[25]
- Мексика підтвердила ще один випадок, довівши загальну кількість до 5.[26]
- Нідерланди підтвердили ще три справи, довівши загальну кількість до 10.[27]
- Святий Бартелемі підтвердив свій перший випадок.[28]
- Святий Мартін підтвердив свій перший випадок.
- Сан-Марино підтвердив ще сім справ, довівши загальну кількість до 8. Перша смерть також була підтверджена.[29]
- Шотландія підтвердила свій перший випадок.[30]
- Сінгапур підтвердив ще чотири випадки, довівши загальну кількість до 106.[31]
- Південна Корея підтвердила ще 376 випадків, довівши загальну кількість до 3526. Пізніше було підтверджено ще 210 випадків, повідомляючи про 18-ту смерть, загальну кількість яких становила 3 736.[32]
- Іспанія підтвердила ще 26 випадків, довівши загальну кількість до 84.[33] Іспанія також підтвердила свою першу смерть через спалах у Валенсії.[34]
- Швеція підтвердила ще один випадок, довівши загальну кількість до 14.[35]
- Таїланд підтвердив свою першу смерть від коронавірусу, 35-річного працівника роздрібної торгівлі, який також мав лихоманку денге.[36]
- Сполучене Королівство підтвердило ще тринадцять випадків вірусу, включаючи одну людину з Ессексу, яка не їздила в будь-яку країну, яка раніше була уражена вірусом, і загалом в країні досягла 35.[37]
- США повідомили про другу підтверджену смерть у штаті Вашингтон. Перші випадки у Род-Айленді, штаті Флорида та Нью-Йорк були підтверджені. Влада підтвердила ще 21 справу, довівши їх до 89.[38][39]

### 2 березня
Звіт про ситуацію ВООЗ № 42
- Андорра підтвердила свій перший випадок.[41]
- Австралія підтвердила чотири нові випадки, довівши загальну кількість до 30, включаючи її першу передачу від людини до людини.[42]
- Бахрейн підтвердив ще два випадки, довівши загальну кількість до 49.[43]
- Канада підтвердила ще три випадки, всі в Онтаріо, довівши загальну кількість до 27.[44]
- Китай підтвердив 202 нові випадки, довівши загальну кількість до 80 026. Смертність збільшилася на 42, в цілому 2912.[45]
- Франція підтвердила ще 61 випадок, довівши загальну кількість до 191. Повідомлялося також про третю смерть.[46]
- Німеччина підтвердила ще 21 справу, довівши загальну кількість до 150.[47]
- Індія повідомила про перші випадки після першої спалахи. Один випадок був виявлений у Нью-Делі, а інший — з Телангани. Пізніше в Джайпурі було виявлено ще один підтверджений випадок, і загальна кількість до 6.[48][49]
- Президент Індонезії Джоко Відодо оголосив перші дві підтверджені справи в країні.[50] Двоє пацієнтів заразилися вірусом від японця в Депоку, який згодом випробував позитивні результати в Малайзії. Мати і дочка зараз госпіталізовані в Північну Джакарту.[51][52]
- Загальна кількість випадків Ірану зросла до 1 501 з 66 смертю.[53]
- Ірак підтвердив ще два випадки, довівши загальну кількість до 21.[54]
- Ізраїль підтвердив ще два випадки, довівши загальну кількість до 12.[55]
- Італія підтвердила 342 нові випадки та 18 смертей, що призвело до загальної кількості 2,064 та 52 відповідно.[56]
- Йордан підтвердив свій перший випадок.[57]
- Кувейт підтвердив ще десять випадків, довівши загальну кількість до 56.[58]
- Латвія підтвердила свою першу справу.[59]
- Марокко підтвердив свій перший випадок.[60]
- Нідерланди підтвердили вісім нових випадків, довівши загальну кількість до 18 років.[61]
- Португалія підтвердила свої перші два справи, один з яких повернувся з Італії, а другий з Іспанії.[62]
- Катар підтвердив чотири нові випадки, прийнявши їх загальну кількість до 7.[63]
- Росія підтвердила ще один випадок, довівши загальну кількість до 6 справ.[64]
- Саудівська Аравія підтвердила свій перший випадок у громадянина, який виїхав до Ірану та повернувся до Саудівської Аравії через Бахрейн.[65]
- Сенегал підтвердив свій перший випадок, коли ця людина нещодавно виїхала з Франції.[66]
- Сінгапур підтвердив ще два випадки, довівши загальну кількість до 108.[67]
- Південна Корея підтвердила ще 476 випадків, довівши загальну кількість до 4212. Підтверджено ще чотири випадки смерті, що призвело до загальної кількості 22.[68] Пізніше було підтверджено ще 123 випадки, що призвело до загальної кількості 4335.[69]
- Іспанія підтвердила ще 36 випадків, довівши загальну кількість до 120.[70]
- Швеція підтвердила ще один випадок, довівши загальну кількість до 15.[71]
- Тайвань підтвердив ще один випадок, довівши до 41 справи.[72]
- Таїланд підтвердив ще один випадок, довівши загальну кількість до 43.[73]
- Туніс підтвердив свій перший випадок.[74]
- Сполучене Королівство підтвердило три додаткові справи, загалом — 39. Первісний четвертий діагноз позитивного пацієнта був підтверджений згодом як негативний.[75]
- США підтвердили ще 13 випадків, довівши загальну кількість до 102. Також було підтверджено ще п'ять смертей, що призвело до загальної кількості до 6.[76]

### 3 березня
Звіт про ситуацію ВООЗ № 43
- Аргентина підтвердила свій перший випадок — пацієнта, який нещодавно повернувся з Італії.[78]
- Австралія підтвердила ще вісім випадків, довівши загальну кількість до 38.[79]
- Канада підтвердила ще шість випадків, два в Онтаріо і чотири в Британській Колумбії, в результаті чого загальна кількість становила 33.[80][81][82]
- Чилі підтвердив свій перший випадок.[83]
- Китай підтвердив 125 нових випадків, найменша кількість нових справ з січня, в результаті чого загальна кількість становила 80151. Також було підтверджено 31 новий смерть, що призвело до 2943.[84]
- Еквадор підтвердив ще три випадки, довівши загальну кількість до 10.
- Франція підтвердила ще 21 випадок, довівши загальну кількість до 212. Також повідомлялося про четверту смерть.[85]
- Німеччина підтвердила ще 38 випадків, довівши загальну кількість до 188.[86]
- Гібралтар підтвердив свій перший випадок — людина, яка їхала назад із Північної Італії через аеропорт Малаги.[87]
- Іран підтвердив, що у 23 депутатів діагностовано вірус.[88] Країна підтвердила ще 835 випадків із ще 11 випадками смерті, що призвело до загальної кількості 2,336 та 77 відповідно.[89]
- Ірландія підтвердила ще один випадок, довівши загальну кількість до 2.[90]
- Італія підтвердила 466 нових випадків та 28 випадків смерті, що призвело до загальної кількості 2502 та 80 відповідно.[91]
- Ліхтенштейн підтвердив свій перший випадок.[92]
- Малайзія підтвердила ще сім випадків, довівши загальну кількість до 36.[93]
- Сан-Марино підтвердив два нові випадки, довівши загальну кількість до 10.[94]
- Сінгапур підтвердив ще два випадки, довівши загальну кількість до 110.[95]
- Південна Корея підтвердила ще 600 випадків, довівши загальну кількість до 4 812. Також було підтверджено ще 12 випадків смерті, що призвело до загальної кількості 34.[96] Вдень було підтверджено ще 377 випадків, а також ще дві смерті — загалом 5186 випадків та 36 смертей.[97]
- Іспанія підтвердила першу смерть у країні, пацієнтка, яка померла 13 лютого, зробивши його найбільш ранньою зафіксованою смертю в Європі.[98] У країні було зареєстровано ще 31 випадок, що призвело до загальної кількості 151.[99]
- Швеція підтвердила ще 15 випадків, довівши загальну кількість до 30.[100]
- Україна підтвердила свій перший випадок — людина, яка їхала з Італії через Румунію.[101]
- Сполучене Королівство підтвердило 12 нових випадків, довівши загальну кількість до 51.[102]
- Сполучені Штати підтвердили ще три випадки смерті, довівши їх загальну кількість до 9.[103] Повідомлялося про перший випадок коронавірусу в Північній Кароліні, який надходив із будинку престарілих у штаті Вашингтон, відповідального за перші випадки смерті від вірусу.[104] Інший випадок у Флориді був імовірно підтверджений позитивним, що призвело до загальної кількості справ Флоридії до трьох.[105] Кількість справ становила 126, збільшившись на 24 із 102.

### 4 березня
Звіт про ситуацію ВООЗ № 44
- Бразилія підтвердила ще два випадки, довівши загальну кількість до 4.[107]
- Канада підтвердила ще один випадок у Британській Колумбії, довівши загальну кількість до 34.[108]
- Китай підтвердив 119 нових випадків, довівши загальну кількість до 80,270. Також було підтверджено 38 нових смертей, що призвело до 2981.[109]
- Фарерські острови підтвердили свій перший випадок.[110]
- Франція підтвердила ще 73 випадки, довівши загальну кількість до 285.[111]
- Німеччина підтвердила ще 52 випадки, довівши загальну кількість до 240.[112]
- Гонконг підтвердив випадок передачі людини на тварину із участю домашньої собаки.[113]
- Угорщина підтвердила перші випадки двох іранських студентів, які протікають безсимптомно.[114]
- Індія підтвердила ще 23 випадки, в тому числі 15 італійських туристів, що загальну кількість до 29.[115][116]
- Ірак підтвердив першу смерть від коронавірусу.[117]
- Італія підтвердила ще 28 випадків смерті, що загалом становило 107 осіб. Це зробило найвищий стрибок за один день. Країна підтвердила 587 нових випадків, довівши загальну кількість до 3089.[118]
- Випадки в Японії перевищили 1000 знаків (включаючи 706 випадків на круїзному кораблі « Діамантова принцеса», який Всесвітня організація охорони здоров'я класифікує як «розташований у міжнародному перевезенні», а не в Японії) з першим підтвердженим випадком у префектурі Ямагучі.[119]
- Малайзія підтвердила ще 14 випадків, довівши загальну кількість до 50.[120]
- Нова Зеландія підтвердила свій другий випадок коронавірусу. Заражена особа повернулася минулого тижня з Італії зі своєю родиною на рейс Ер-Нова Зеландія з Сінгапуру в Окленд.[121]
- Польща підтвердила свою першу справу.[122]
- Сан-Марино підтвердив ще п'ять випадків, довівши загальну кількість до 15.[123]
- Сінгапур підтвердив ще два випадки, довівши загальну кількість до 112.[124]
- Словенія підтвердила свій перший випадок. Пацієнт подорожував Італією.[125]
- Південна Корея підтвердила ще 516 випадків, довівши загальну кількість до 5328.[126] Ще 293 випадки були підтверджені в другій половині дня, що призвело до загальної кількості 6 621.[127]
- Швеція підтвердила ще 22 випадки, довівши загальну кількість до 52.[128]
- Сполучене Королівство підтвердило 34 нові випадки, тоді Північна Ірландія підтвердила ще два, довівши загальну кількість до 87.[129]
- США підтвердили 11 загальних випадків смерті, причому перша смерть за межами штату Вашингтон у Каліфорнії. У Каліфорнії загальна кількість інфекцій підскочила до 51.[130] Країна підтвердила 33 нові випадки, довівши загальну кількість до 159.

### 5 березня
Звіт про ситуацію ВООЗ № 45
- Алжир підтвердив дев'ять додаткових випадків, довівши загальну кількість до 17.[132]
- Бельгія підтвердила 27 нових випадків, довівши загальну кількість до 50.[133]
- Бразилія підтвердила три нові випадки, довівши їх загальну кількість до 8.[134]
- Боснія та Герцеговина підтвердили перші дві справи в країні.[135]
- Канада підтвердила 11 нових випадків в Онтаріо, а перший — в Альберті, довівши їх загальну кількість до 45.[136]
- Китай підтвердив 139 нових випадків, довівши загальну кількість до 80 409. Також було підтверджено 31 нову смерть (усі в Хубеї), що загалом становило 3012.[137]
- Еквадор підтвердив ще три випадки, довівши загальну кількість до 13.[138]
- Єгипет підтвердив перший випадок у єгипетського громадянина, який нещодавно виїхав із Сербії через Францію.[139]
- У Франції зареєстровано 92 нові підтверджені випадки, прийнявши загальну кількість справ до 377. Він також спостерігав зростання смертності з 4 до 6.[140] Потім це збільшилося до 423 загальних випадків та 7 смертей.[141] Жан-Люк Рітцер був першим членом Асамблеї з діагнозом вірусу.[142]
- Грузія підтвердила п'ять нових випадків, всі з яких нещодавно повернулися з Італії.[143]
- Німеччина підтвердила 87 нових випадків, прийнявши їх загалом 349.[144]
- Греція підтвердила свою десяту справу.[145] Пізніше він підтвердив додаткові 21 випадок, прийнявши їх в цілому 31.[146]
- Індія підтвердила ще один випадок, довівши загальну кількість до 30.[147]
- Найбільшим щоденним збільшенням випадків в Ірані стало 591 новий випадок, що стосується 3513 підтверджених випадків. Він також побачив 15 нових смертей, збільшившись до 107.[148] Хоссейн Шейхолеслам, дипломат і колишній член парламенту та колишній посол Ірану в Сирії, помер від вірусу.[149]
- Ірландія підтвердила шість нових справ, довівши загальну кількість до 13.[150]
- Ізраїль підтвердив два нові випадки, доводячи до загальної кількості 17. І з них водій автобуса зі Східного Єрусалиму, який їхав групою грецьких туристів в Ізраїль та Західний берег, а другий нещодавно повернувся з Італії.[151]
- Італія повідомила про 769 нових випадків та 41 нову смерть, що призвело до загальної кількості 3850 та 148 відповідно.[152]
- Мартиніка підтвердила свої перші два випадки.[153]
- Нідерланди підтвердили 44 нові справи, довівши загальну кількість до 82.[154]
- Нова Зеландія підтвердила свій третій випадок — чоловіка з Окленда, який заразився вірусом після повернення членів сім'ї з подорожі до Ірану. Родичі чоловіка з двох Оклендських шкіл, Оклендської гімназії та Ормістонського молодшого коледжу, також були поміщені в ізоляцію.[155][156]
- Норвегія підтвердила шість нових справ, довівши загальну кількість до 66.[157]
- Пакистан підтвердив шостий випадок 69-річного чоловіка в Карачі.[158]
- Палестина повідомила про свої перші випадки у місті Віфлеєм на Західному березі. Повідомлялося, що сім відвідувачів готелю були заражені, відвідуючи туристів з Греції.[159] Ці туристи були такими ж, від яких заразився ізраїльський водій автобуса.
- Росія підтвердила ще один випадок, довівши загальну кількість до 7.[160]
- Саудівська Аравія підтвердила три додаткові випадки, довівши загальну кількість до 5.[161]
- Шотландія підтвердила ще три випадки, довівши загальну кількість до 6.[162]
- Сінгапур підтвердив ще п'ять випадків, довівши загальну кількість до 117.[163]
- Південна Африка фіксує свій перший випадок у провінції Квазулу-Наталь.[164]
- Південна Корея підтвердила ще 145 випадків, довівши загальну кількість до 5 766. Коефіцієнт загибелі досяг 35.[165]
- Іспанія підтвердила, що загальна кількість справ зросла до 234.[166]
- Швеція підтвердила ще 42 випадки, довівши загальну кількість до 94.[167]
- Швейцарія повідомила про першу смерть від вірусу.[168]
- Загальна сума Великої Британії зросла до 90. Пізніше Велика Британія підтвердила, що загальна кількість випадків збільшилася до 116, а також зафіксували першу смерть у країні — пацієнта старшого віку, який лежав у стані здоров'я.[169]
- Одна додаткова смерть у штаті Вашингтон привела США до 12.[170] У США спостерігається значне зростання кількості випадків, у штаті Вашингтон — 31 новий випадок.[171] У штаті Нью-Йорк випадки подвоїлися до 22.[172] Перші два випадки штату Колорадо були підтверджені.[173] Загалом США підтвердили ще 69 випадків, довівши загальну кількість до 228. Повідомлялося про ще три випадки смерті, що призвело до загальної кількості 14.

### 6 березня
Звіт про ситуацію ВООЗ № 46
- Австрія оголосила 13 нових справ, загалом — 55.
- Бельгія підтвердила 59 нових випадків, довівши їх до 109.[175]
- Бутан оголосив про свій перший випадок, американського туриста, який нещодавно також поїхав до Індії після виїзду із США 18 лютого.[176][177]
- Бразилія підтвердила п'ять нових випадків, довівши загальну кількість до 13.[178]
- Камерун підтвердив свій перший випадок, громадянин Франції.[179]
- Канада підтвердила чотири нові випадки в Онтаріо, що призвело до загальної кількості 51 із 26 з Онтаріо. Чоловік і дружина повернулися з круїзного корабля « Велика принцеса» в Каліфорнії, а двоє чоловіків повернулися з Ірану та Лас-Вегасу.[180][181]
- Китай підтвердив 143 нові випадки, довівши загальну кількість до 80 552. Також було підтверджено 30 нових випадків смерті, що призвело до 4042. У Хубея не було випадків.[182][183] Крім того, країна виявила 4 нові випадки в Пекіні, всі відвідували італійських громадян.[184]
- Колумбія підтвердила свій перший випадок — жінка, яка нещодавно виїхала з Італії.[185]
- Коста-Рика підтвердила свій перший випадок із участю американського пацієнта з Нью-Йорка.[186]
- Єгипет підтвердив 12 додаткових випадків, довівши загальну кількість до 15.[187]
- Франція підтвердила 190 нових випадків і дві додаткові випадки смерті, що призвело до загальної кількості 613 випадків і 9 смертей.
- Німеччина підтвердила 185 нових випадків, прийнявши їх загалом 534.[188] Пізніше було підтверджено ще 105 справ, що призвело до загальної кількості 639.[189]
- Круїзний корабель " Grand Princess оголосив, що на борту тестування було 21 чоловік.
- Греція підтвердила 14 додаткових випадків.
- Ісландія підтвердила шість додаткових випадків, довівши їх загальну кількість до 43.[190]
- Індія підтвердила ще один випадок, довівши загальну кількість до 31.[191]
- Індонезія підтвердила ще два випадки, довівши загальну кількість до чотирьох.
- Іран підтвердив 1234 нові випадки та 16 нових смертей, загалом — до 4747 випадків і 124 випадки смерті. Вони також повідомили, що 913 людей одужали.[192]
- Італія оголосила 778 нових випадків та 49 нових смертей.[193]
- Малайзія підтвердила 28 нових випадків[194] — найбільше щоденне збільшення кількості підтверджених випадків у країні. Це спричинило загальну кількість країни до 83.[195]
- Нідерланди повідомили про першу смерть та 44 нові випадки, що призвело до загальної кількості 128 випадків.[196]
- Нова Зеландія підтвердила свою четверту справу: чоловік, який є партнером другої справи, підтвердив 3 березня.[197][198]
- Північна Македонія підтвердила два додаткові випадки, прийнявши їх загальну кількість до 3.[199]
- Перу підтвердив свій перший випадок.[200]
- Польща підтвердила чотири додаткові випадки (двоє людей, які подорожували з Італії, одна людина, яка подорожувала з Великої Британії та одна людина, яка подорожувала з Німеччини з першим випадком, підтвердженим на день раніше), прийнявши їх загальну кількість до 5.[201]
- Португалія підтвердила чотири додаткові випадки (три у Порту та один у Лісабоні), в результаті чого загальна кількість склала 13. Усі три справи в Порто мають зв'язок з Італією.[202][203]
- Катар підтвердив три нові випадки, прийнявши їх загалом 11.[204]
- Росія підтвердила ще шість випадків, довівши загальну кількість до 13.[205]
- Сербія підтвердила свій перший випадок.[206]
- Сінгапур підтвердив 13 нових випадків, довівши загальну кількість до 130. Це найбільше збільшення випадків за один день до цього часу.[207]
- Словаччина підтвердила свою першу справу.[208]
- Іспанія підтвердила 104 додаткові випадки, довівши загальну кількість до 360.
- Швеція підтвердила 43 додаткові випадки, довівши загальну кількість до 137.[209]
- Швейцарія оголосила 123 додаткові випадки, підвищивши їх до 210 випадків і одного загибелі.
- Того підтвердив свій перший випадок.[210]
- У Сполученому Королівстві загальну кількість випадків було підтверджено як 163, зростання — 47 і найбільше зростання за день.[211]
- У США перші три випадки були підтверджені в штаті Меріленд.[212] Підтверджено дві смерті у Флориді.[213] Чиновники американського штату Гаваї підтвердили свою першу справу — колишнього пасажира круїзного корабля « Велика принцеса».[214] Загалом США підтвердили ще 104 випадки, довівши загальну кількість до 332. Ще одна смерть у штаті Вашингтон плюс дві у Флориді призвела до загальної кількості загиблих у США до 17.[215][216] ВООЗ має різні дані: 19 нових випадків, загалом 148. 1 нова смерть, 10 загалом.[174]
- Ватикан підтвердив свій перший випадок.[217]
- В'єтнам підтвердив ще один випадок, довівши загальну кількість до 17. Це був перший випадок за три тижні.[218]

### 7 березня
Звіт про ситуацію ВООЗ № 47
- Афганістан підтвердив три додаткові випадки, прийнявши загальну кількість до 4.[220]
- Аргентина підтвердила свою першу смерть, також першу в Південній Америці, 64-річного чоловіка, який подорожував до Парижа.[221]
- Бахрейн підтвердив 19 нових випадків, прийнявши загальну кількість до 79.[222]
- Бельгія підтвердила 60 додаткових справ, довівши загальну кількість до 169[223]
- Бразилія підтвердила шість нових випадків COVID-19, збільшивши загальну кількість до 19.[224]
- Канада підтвердила шість додаткових випадків, прийнявши загальну кількість до 57.[225]
- Єгипет підтвердив 33 нові випадки на круїзному кораблі по Нілу.[226]
- У Франції загальна кількість людей зросла до 949 випадків і 16 випадків смерті.[227]
- Німеччина підтвердила 45 нових випадків, прийнявши їх загалом 684.[228] Пізніше було підтверджено ще 116 випадків, що призвело до загальної кількості 800.[229]
- Іран підтвердив 1076 нових випадків і 21 додаткову смерть, прийнявши його загалом 5 823 заражених та 145 померлих. Вони також підтвердили, що 16000 випадків були госпіталізовані як підозрювані, а 1669 випадків одужали.[230] Ще одна депутатка, Фатеме Рахбар, померла. Нещодавно вона була обрана до парламенту.[231]
- Ірак підтвердив 8 нових справ, загалом — 46.[232]
- Італія підтвердила 1 247 нових випадків та 36 нових смертей.
- Мальдіви підтвердили свої перші випадки — два закордонні працівники готелю.[233]
- Малайзія підтвердила ще 10 нових випадків, довівши їх загальну кількість до 93.[234]
- Мальта повідомила про свої перші три випадки італійської родини, яка проживає на Мальті. Вони поїхали у відпустку на північ Італії та були в карантині перед тим, як перевірити на коронавірус. Зараз вони перебувають в ізоляції в лікарні Матер Дей.[235]
- Молдова підтвердила свій перший випадок, пацієнт, який був доставлений до лікарні після прибуття в рейсі з Італії.[236]
- Нова Зеландія підтвердила свій п'ятий випадок коронавірусу: жінка, яка була партнером третьої справи COVID-19, підтвердила в Новій Зеландії.[237]
- Парагвай підтвердив свій перший випадок.[238]
- Перу підтвердив ще п'ять випадків, довівши загальну кількість до шести.[239]
- Польща підтвердила додатковий випадок, довівши загальну суму до 6.[240]
- Сінгапур підтвердив ще вісім випадків, довівши загальну кількість до 138.[241]
- Південна Корея підтвердила 274 нові випадки та 4 нові випадки смерті, прийнявши загальну кількість випадків до 7 041.[242]
- Іспанія підтвердила 70 нових випадків та 2 випадки смерті. Загальна кількість справ наразі становила 516 справ.[243]
- Об'єднані Арабські Емірати підтвердили 15 додаткових випадків, прийнявши їх загальну кількість до 45.[244]
- У Сполученому Королівстві було підтверджено 42 додаткові випадки та одна додаткова смерть, загалом — 206 випадків та 2 випадки смерті.[245] Пізніше того ж дня у Північній Ірландії було підтверджено 3 додаткові випадки[246] в цілому — 209 випадків.
- У США кількість смертей зросла до 19, 16 — у Вашингтоні,[247] 1 у Каліфорнії, 2 — у Флориді.[248] Загальний обсяг по країні збільшився до 444 підтверджених випадків.[249] ВООЗ має різні дані: 65 нових підтверджених випадків, що налічує 213. І 1 нова смерть, 11 загалом.[219]
- В'єтнам підтвердив три нові випадки, довівши загальну кількість до 20.[250]

### 8 березня
Звіт про ситуацію ВООЗ № 48
- Албанія підтвердила перші дві справи в країні.[252]
- Австрія підтвердила 25 додаткових випадків, прийнявши їх загальну кількість 104.[253]
- Бахрейн підтвердив 17 нових випадків, загалом — 94.[254]
- Бангладеш підтвердив свої перші три випадки, двоє людей, які приїхали з Італії окремо, та контакт одного із справ.[255]
- Бельгія підтвердила 31 додатковий випадок, довівши загальну кількість до 200.[256]
- Бразилія підтвердила шість нових випадків COVID-19, збільшивши загальну кількість у країні до 25.[257]
- Болгарія підтвердила свої перші чотири справи.[258][259]
- Канада підтвердила 12 нових випадків, довівши загальну кількість до 69.[260]
- Єгипет підтвердив свою першу смерть (і першу смерть в Африці) — громадянина Німеччини, який був госпіталізований 1 березня, а потім 7 березня переніс дихальну недостатність, викликану гострою пневмонією.[261]
- Франція підтвердила, що кількість випадків зросла до 1126 та 19 смертей.[262] Елізабет Тутут-Пікарда стала другим членом Асамблеї з діагнозом вірусу.[263]
- Випадки Німеччини зросли до понад 1000, підтверджено 1018 справ.[264]
- Гонконг підтвердив чотири нові випадки, забравши їх загалом до 114, і третю смерть.[265]
- Індія підтвердила п'ять додаткових випадків, усі в Кералі. Це зайняло загальну кількість країн до 39.[266]
- Індонезія підтвердила два додаткові справи, прийнявши їх до 6 справ. Один з нових випадків — член екіпажу-чоловіка від Діамантової принцеси.[267]
- Іран підтвердив 49 додаткових смертей, найвищий показник кількості загиблих у країні, що становить 194 випадки.[268] Загальна кількість випадків зросла до 6566, що збільшилося на 743.
- Ізраїль підтвердив 11 додаткових випадків, прийнявши їх загальну кількість 29.[269]
- Італія підтвердила додаткові 1492 випадки та 133 випадки смерті, прийнявши це загалом 7 775 випадків і 366 смертей.
- Кувейт підтвердив додатковий випадок, прийнявши його загальну кількість до 62.[270]
- Латвія підтвердила додатковий випадок.[271]
- Ліван підтвердив ще чотири випадки, довівши загальну кількість до 32.[272]
- Малайзія підтвердила ще шість випадків, прийнявши їх загалом 99.[273]
- Польща підтвердила два додаткові випадки, прийнявши загальну кількість 8. Увечері було підтверджено ще три справи, що загальну кількість до 11.[274]
- Португалія підтвердила чотири додаткові випадки.[275]
- Катар підтвердив три додаткові випадки, прийнявши їх загальну кількість до 15.[276]
- Саудівська Аравія підтвердила чотири додаткові справи, довівши загальну кількість до 11.[277]
- Сінгапур підтвердив 12 нових випадків, довівши загальну кількість до 150.[278]
- Іспанія оголосила, що в цілому було 616 випадків, а також 17 випадків смерті, що збільшується на сім.[279]
- Південна Африка підтвердила свій третій випадок, дружину першого діагностованого випадку.[280]
- Південна Корея підтвердила ще 93 нові випадки, загалом — 7,134[281] та дві додаткові смерті.
- Швейцарія підтвердила, що зараз є 332 підтверджені випадки, усіх людей, які перебувають в ізоляції. Загинули дві смерті.[282]
- Сполучене Королівство оголосило про збільшення кількості 64 нових випадків, прийнявши його в цілому 273 справи.[283] Велика Британія також підтвердила третю смерть у країні.[284] П'ять нових випадків були додатково підтверджені в Північній Ірландії.[285]
- США підтвердили ще 120 випадків, довівши загальну кількість до 564. Підтверджено ще дві смерті, що призвело до загальної кількості до 21.[286] За даними ВООЗ, кількість підтверджених випадків становила 213, загальна кількість смертей 11. Ніяких нових випадків, нових смертей не зафіксовано.[251]
- В'єтнам підтвердив ще десять випадків, довівши загальну кількість до 30.[287][288]

### 9 березня
Звіт про ситуацію ВООЗ № 49
- Кількість підтверджених випадків в Австралії зросла до 80, при цьому шість додаткових випадків.
- Бахрейн підтвердив додаткові 24 випадки, загалом — 118.
- Бельгія підтвердила 39 додаткових випадків, довівши загальну кількість до 239.
- Бразилія підтвердила п'ять нових випадків у штаті Ріо-де-Жанейро, збільшивши загальну кількість до 30.
- Міністерство охорони здоров'я Брунею підтвердило перший випадок місцевого чоловіка, який повернувся з Куала-Лумпуру 3 березня. Симптоми почалися 7 березня, а попередні аналізи свідчать про те, що пацієнт позитивний.
- Канада зафіксувала свою першу смерть, пов'язану з COVID-19. Також країна підтвердила ще десять випадків, довівши загальну кількість до 79.
- Колумбія підтвердила два додаткові випадки.
- Кіпр підтвердив свої перші два справи.
- Фінляндія підтвердила сім нових справ.
- Франція бачила Гійома Вуллетте і Сильві Толмон, підтверджених зараженими депутатами, перш ніж Мічель Перемоги стала п'ятим депутатом Асамблеї з діагнозом вірусу. Кількість випадків зросла до 1412. Також було підтверджено, що міністр культури Франк Рістер випробував позитивні результати.
- Німеччина повідомила про перші випадки смерті з двома смертельними випадками. Випадки збільшилися до 1176.
- Гернсі підтвердив свій перший випадок.
- Угорщина підтвердила дві нові справи.
- Індія підтвердила п'ять додаткових випадків, прийнявши їх загалом 44.
- Індонезія підтвердила 13 додаткових випадків, довівши загальну кількість до 19.
- Іран оголосив про оновлення загальної кількості випадків до 761, з переглянутою кількістю смертей до 237. Нові інфекції — 595 нових випадків і 43 додаткові випадки смерті. Одужувані досягли 2394.
- Ірландія підтвердила три додаткові випадки, прийнявши загалом 24 країни.
- В Італії підтверджені випадки зростання до 9 172, смертності до 463.
- Кувейт оголосив три додаткові справи, прийнявши їх загалом 65.
- Ліван повідомив про дев'ять нових випадків, загалом — 41.
- Малайзія підтвердила 18 нових випадків, прийнявши їх до 117.
- Нідерланди оголосили 56 додаткових справ.
- Нігерія підтвердила свій другий випадок — нігерійця, який контактував з італійською першою справою.
- Норвегія оголосила 11 додаткових справ. На кінець дня було підтверджено 227 справ.
- Оман повідомив про два додаткові випадки, обидва подорожували до Ірану. Це зайняло загальну країну до 18, 17 з яких подорожували до Ірану, а один — до Італії.
- Панама оголосила про свій перший випадок COVID-19, 40-річну панамку з Іспанії.
- Філіппіни підтвердили 10 додаткових випадків, збільшивши кількість поточних країн до 20. Ще пізніше було підтверджено чотири випадки, що призвело до загальної кількості 24.
- У Пакистані зафіксовано дев'ять нових випадків, що призвело до загальної кількості 16.
- Польща підтвердила ще п'ять випадків, довівши загальну кількість до 16.
- Саудівська Аравія підтвердила чотири додаткові випадки, збільшивши їх загалом до 15.
- Шотландія підтвердила п'ять додаткових випадків, доводячи загальну суму до 11.
- Сінгапур підтвердив ще 10 випадків, довівши загальну кількість до 160.
- Південна Африка підтвердила ще чотири випадки, довівши загальну кількість до 7.
- Південна Корея підтвердила додаткові 96 випадків, прийнявши їх загалом 7 478.
- Чисельність Іспанії зросла до 1231 випадків із 30 смертю, 32 людей одужали.
- Швеція підтвердила 45 додаткових випадків, загальний показник — 203. Це пізніше збільшилося до 252 випадків, включаючи перший підтверджений випадок місцевої передачі.
- Швейцарія підтвердила 42 нові випадки, збільшившись до загальної кількості 374.
- Об'єднані Арабські Емірати повідомили про 14 додаткових випадків, загалом — 59. Чотири — Еміратис, а решта — від інших національностей.
- Підтверджені справи Сполученого Королівства збільшились удвічі, підтверджуючи випадки у Уельсі. Дані, опубліковані в другій половині дня, показали, що Велика Британія зросла до 317 випадків. Повідомлялося про четверту смерть, а потім п'яту.
- Сполучені Штати підтвердили 153 додаткові випадки, що призвело до загальної кількості 717. Повідомлялося ще про п'ять випадків смертності, загальна кількість яких становила 26. За даними ВООЗ, кількість підтверджених випадків становить 213, загальна кількість смертей 11. Ніяких нових випадків, немає нових зафіксовано випадки смерті.
- В'єтнам підтвердив додатковий випадок, прийнявши його загалом до 31.

### 10 березня
Звіт про ситуацію ВООЗ № 50
- Австралія повідомила про 14 нових випадків, загалом країну було 107.
- Австрія підтвердила 25 додаткових випадків, прийнявши загальну кількість до 182.
- Бахрейн підтвердив ще один випадок, прийнявши загальну кількість 119.
- Бельгія підтвердила 28 нових випадків, довівши загальну кількість до 267.
- Болівія підтвердила свої перші випадки, коли дві жінки, які були в Італії, приїхали в країну, не проявляючи жодних симптомів.
- Бразилія підтвердила чотири нові справи, серед яких перша справа в Ріо-Гранде-ду-Сул, збільшивши загальну кількість до 34.
- Бруней підтвердив шість випадків.
- Болгарія підтвердила два додаткові випадки, довівши загальну кількість до 6.
- Буркіна-Фасо підтвердила перші випадки двох інфекцій — пари, яка повернулася з Франції у лютому.
- Китай побачив лише 19 нових інфекцій, 17 в Ухані та 2 імпортовані з-за кордону. У Хубеї зафіксовано 17 випадків смерті.
- Демократична Республіка Конго повідомила про свій перший випадок — іноземця, який прилетів до Кіншаси з Бельгії, який під час приїзду випробовував позитиву та був ізольований. Пізніше Міністерство охорони здоров'я підтвердило, що спочатку звільнена інформація була невірною та що перший випадок — це скоріше громадянин Конго, який повернувся з Франції, який зв'язався зі службами охорони здоров'я через два дні після приїзду в Конго та пройшов карантин в місцевому мікрорайоні.
- Данія підтвердила 174 додаткові випадки, прийнявши це до 264 випадків (включаючи два на Фарерських островах).
- У Франції випадки зросли до 1784 людей та 33 людей загинули, 86 людей у важкому стані.
- Грузія підтвердила вісім додаткових випадків, довівши їх до 23.
- Кількість випадків у Німеччині зросла до 1565, кількість випадків смерті залишилася на рівні 2. 341 нових випадків зафіксовано за попередні 24 години.
- Греція підтвердила п'ять нових випадків, довівши загальну кількість до 89.
- Гонконг підтвердив додаткові п'ять випадків, прийнявши загалом 120 підтверджених та 1 припущений випадок.
- Індія побачила 18 додаткових випадків, багато в Кералі, загалом — 62.
- Індонезія підтвердила ще вісім випадків, довівши загальну кількість до 27.
- Підтверджені Іраном випадки зросли до 8 042, а кількість смертей — до 291.
- Ірландія повідомила про 10 додаткових випадків, що призвело до загальної кількості 34.
- Ізраїль підтвердив ще сім справ, взявши загальну кількість до 58.
- В Італії збільшилося число випадків до 10149, смерть — до 631.
- Ямайка підтвердила свій перший випадок, громадянин Ямайки, який їхав у країну із Сполученого Королівства.
- Японія підтвердила 59 нових випадків і три нові випадки смерті.
- Джерсі підтвердив свій перший випадок — людину, яка повернулася з Італії.
- Кувейт оголосив про чотири додаткові справи, збільшивши загальну кількість до 69.
- Ліван підтвердив першу смерть від вірусу.
- Малайзія підтвердила 12 додаткових випадків, загалом — 129.
- Молдова підтвердила два додаткові випадки, взявши їх загальну кількість 3. Чоловіки та жінки обидва відвідали Італію наприкінці лютого.
- Монголія оголосила про свою першу справу COVID-19.
- Марокко підтвердив свою першу смерть і два додаткові випадки.
- Нідерланди підтвердили 61 додатковий випадок та четверту смерть.
- Північний Кіпр повідомив про свій перший випадок, 65-річну німецьку жінку, яку відвідував як турист.
- Норвегія підтвердила 147 нових випадків, загальний випадок наразі 374.
- Панама оголосила про першу смерть і сім нових випадків, довівши загальну кількість до 8.
- Пакистан підтвердив додатковий випадок, довівши загальну кількість до 20.
- Палестина зафіксувала додатковий випадок, загалом — 26.
- Філіппіни підтвердили ще дев'ять випадків, довівши їх загальну кількість до 33. Це відбувається після того, як підрахунок помилково повідомили про 35.
- Польща підтвердила вісім додаткових випадків, прийнявши їх загалом до 22.
- Катар підтвердив шість додаткових випадків, взявши його до 24 підтверджених випадків.
- Румунія підтвердила вісім додаткових випадків, довівши загальну кількість до 25.
- Росія підтвердила чотири додаткові випадки, доводячи загальну кількість до 17.
- Сан-Марино підтвердив 11 нових випадків, взявши його до загальної кількості 62 випадків та двох смертей.
- Саудівська Аравія підтвердила десять додаткових випадків, прийнявши загальну кількість 20.
- Шотландія підтвердила 7 нових випадків, доводячи загальну кількість до 18.
- Сербія підтвердила три додаткові випадки, прийнявши загальну кількість 5.
- Сінгапур підтвердив ще шість випадків, довівши загальну кількість до 166.
- Словенія підтвердила 15 додаткових випадків.
- Іспанія підтвердила 415 нових випадків і п'ять нових смертей. Загальна кількість випадків зросла до 1674.
- У Швеції було зареєстровано 78 нових випадків, загалом у країні — 326.
- Туніс оголосив про додаткові три справи, загалом — 5.
- Туреччина підтвердила свій перший випадок.
- Об'єднані Арабські Емірати підтвердили 15 додаткових випадків, загалом — 74.
- Сполучене Королівство підтвердило 54 додаткові випадки, прийнявши їх до 373 випадків із шістьма підтвердженими випадками смерті. Пізніше це збільшилося до 382 випадків, дев'ять додаткових справ у Уельсі. Надін Дорріс, міністр охорони здоров'я, діагностував вірус.
- США підтвердили 283 додаткові випадки, що призвело до загальної кількості до 1000 осіб. Повідомлялося ще про п'ять смертей, що загальну кількість до 31 року.
- В'єтнам підтвердив три нові випадки, довівши загальну кількість до 34.

### 11 березня
Звіт про ситуацію ВООЗ № 51
- Албанія повідомила про три нові випадки, в цілому по країні 15. Повідомлялося також про першу смерть у країні.
- Вірменія підтвердила три нові справи, довівши загальну кількість до 4.
- В Австралії було повідомлено про 19 нових випадків, коли країна взяла загалом 126. Американському актору Тому Хенксу та його дружині Ріті Вілсон було встановлено діагноз хвороби під час зйомок майбутнього біографічного фільму База Лурмана «Елвіс» в Австралії.
- Австрія підтвердила 24додаткові справи, загалом — 206.
- Бахрейн підтвердив 77 додаткових випадків, громадяни яких евакуювали з Ірану на рейс. Це довів загалом країну до 189.
- Бельгія повідомила про свою першу смерть.
- Боснія та Герцеговина підтвердили сім додаткових випадків.
- Бразилія підтвердила 34 додаткові випадки, збільшивши загальну кількість до 69.
- Болгарія повідомила про свою першу смерть. Він також підтвердив один додатковий випадок, довівши загальну суму до 7.
- Китай підтвердив 11 нових випадків по всій материковій частині, крім 13 нових випадків та 22 нових смертей у провінції Хубей.
- Колумбія підтвердила три додаткові випадки, довівши їх загальну кількість до 6. Пізніше того ж дня було підтверджено ще три справи, що призвело до загальної кількості 9.
- Куба підтвердила свої перші три справи.
- Данія підтвердила 180 додаткових випадків, збільшивши їх загалом до 442.
- Єгипет підтвердив сім додаткових випадків, шість з яких є єгипетськими. Зараз у країні 67 випадків, з яких видужали вісім.
- Франція повідомила про 487 нових випадків та 15 смертельних випадків, загалом 2281 випадок та 48 смертей.
- Французька Полінезія повідомила про свій перший випадок. Пацієнт — Майна Сейдж, депутат Національної асамблеї Франції.
- Грузія повідомила про п'ять додаткових випадків, збільшивши їх до 23.
- Німеччина зросла, що її кількість зросла до 1 098.
- Греція підтвердила 10 додаткових випадків, загалом у країні — 99, з яких 95 — греки, 4 — іноземні громадяни.
- Гондурас підтвердив перші два випадки: один пацієнт з Іспанії та один зі Швейцарії.
- Індонезія підтвердила ще сім випадків, внаслідок чого їх загальна кількість до 34. Повідомлялося також про її першу смерть, підтверджену Управлінням закордонних справ та співдружності Сполученого Королівства як 53-річна британська громадянка.
- Іран оголосив, що зараз 9000 заражених, 354 випадки загинули. Нових інфекцій було 958 із 63 додатковими випадками смерті. Загальна кількість одужуваних 2959. Перший віце-президент Ірану Ешак Джахангірі був заражений.
- Ірландія підтвердила дев'ять додаткових випадків і першу в країні смерть від вірусу.
- Ізраїль підтвердив 97 випадків.
- Італія оголосила 2313 нових випадків та 196 нових смертей. Загальна кількість випадків становила 12 462, смерть — 827. Також було підтверджено, що Ювентус та італійський футболіст Даніеле Ругані перевірили позитивність на коронавірус.
- Кот-д'Івуар оголосив свою першу справу — місцевого громадянина, який нещодавно був в Італії.
- Кувейт повідомив про три додаткові випадки, довівши їх до 72.
- Ліван зафіксував вісім нових випадків, забравши їх загалом 59, і другу смерть.
- Литва підтвердила два додаткові випадки, подружня пара, яка повернулася з Італії, взявши загалом 3 справи.
- Малайзія підтвердила 20 додаткових випадків, загалом — 149.
- Мальдіви підтвердили два додаткові випадки.
- Марокко підтвердив два додаткові випадки, довівши загальну кількість до 5.
- Загальна кількість нідерландців зросла до 503 випадків, і зафіксовано одну нову смерть.
- Норвегія підтвердила 200 додаткових випадків, прийнявши загальну кількість до 602.
- Парагвай підтвердив три нові випадки.
- Філіппіни підтвердили 16 додаткових випадків, що призвело до загальної кількості 49 осіб.
- Португалія оголосила 18 нових справ.
- Катар повідомив про шість нових випадків, збільшивши загальну кількість країн до 24. Він пізніше оголосив про 238 нових випадків експатріантів, які контактували з трьома зараженими людьми, і пройшов карантин. Переглянута кількість справ зараз 262.
- Реюньйон підтвердив свій перший випадок.
- Румунія підтвердила 18 нових справ, загалом до 47.
- Саудівська Аравія повідомила про додатковий випадок, єгиптянина, і загалом країна становила 21 рік.
- Шотландія підтвердила 18 нових випадків, довівши загальну кількість до 36.
- Сінгапур підтвердив 12 нових випадків, довівши загальну кількість до 178.
- Південна Африка підтвердила ще шість випадків, прийнявши загальну кількість 13.
- Південна Корея оголосила 242 нові випадки та 6 нових смертей.
- Випадки Іспанії зросли до 2231, з 54 підтвердженими випадками смерті.
- Шрі-Ланка оголосив ще один випадок, довівши загальну кількість до 2.
- Швеція повідомила про 98 додаткових випадків, загалом — 500, і оголосила про першу смерть у країні.
- Тайвань підтвердив ще один випадок, збільшивши загальну кількість країн до 48.
- Таїланд підтвердив шість додаткових справ, прийнявши справи країни до 59.
- Сполучене Королівство підтвердило додаткові 86 випадків, загальна їх загальна кількість наразі 456. Підтверджено ще дві смерті, загальна кількість яких зросла до 8. Кількість пізніше зросла до 460, у Уельсі зафіксовано чотири випадки, включаючи першу інстанцію передачі громаді в Уельсі.
- США підтвердили 272 додаткові випадки, що призвело до загальної кількості 1272. Повідомлялося про ще сім смертей, що призвело до загальної кількості 38. У хвороби Юта Джаза Руді Гобер та Донован Мітчелл діагностували хворобу. В результаті НБА призупинив весь сезон після нічних ігор. Гра «Юта Джаз» проти «Оклахома Сіті Грім» була перенесена після того, як лікарі повідомили, що у Гоберта була хвороба.
- В'єтнам підтвердив три додаткові випадки, збільшивши загальну кількість країн до 38.
- Всесвітня організація охорони здоров'я оголосила COVID-19 пандемією. Декларація супроводжувалась широкою критикою щодо того, що реакція ВООЗ була слабкою та недоцільно сприятливою для уряду Китаю.

### 12 березня
Звіт про ситуацію ВООЗ № 52
- Алжир підтвердив п'ять додаткових випадків і першу смерть.[293]
- Бразилія підтвердила 82 нові випадки, збільшивши загальну кількість до 149.[294][295]
- Бруней повідомив про п'ять нових випадків, довівши загальну кількість до 11.[296]
- Болгарія повідомляє про дев'ять нових випадків із столиці, загальну кількість до 16. Пізніше вони повідомили про ще сім випадків, довівши загальну кількість до 23.
- Колумбія підтвердила ще чотири випадки, збільшивши їх до 13.[297]
- Єгипет підтвердив 13 нових випадків і одну нову смерть.[298]
- Загальна кількість Франції збільшилася до 2876 та 61 смерть.[299]
- Німеччина оголосила 546 нових випадків та дві додаткові випадки смерті, загалом — 2745 випадків та 6 смертей.[300]
- Індія підтвердила свою першу смерть — 76-річного громадянина Індії з існуючими станами здоров'я, який нещодавно повернувся з Саудівської Аравії.[301]
- Італія підтвердила ще 189 випадків смерті, що призвело до загальної кількості 1016, а також було підтверджено 2 561 нових випадків, що призвело до загальної кількості 15 111.[302]
- Ірландія підтвердила 27 нових випадків, в результаті чого загальна кількість становила 70. 22 нові справи були місцевими.
- Кувейт підтвердив ще вісім випадків, прийнявши загальну кількість до 80.[303]
- Норвегія повідомила про свою першу смерть.[304]
- Філіппіни підтвердили ще три справи, довівши загальну кількість випадків до 52.[305]
- Румунія підтвердила один новий випадок, довівши їх до 48.[306]
- Сан-Марино зафіксував 15 нових випадків і три додаткові випадки смерті.[307]
- Сінгапур підтвердив ще дев'ять випадків, довівши загальну кількість до 187.[308]
- Сент-Вінсент і Гренадини підтвердили свій перший випадок.[309]
- Іспанія підтвердила 782 нові випадки та 31 нову смерть, що збільшило загалом країну до 3 059 випадків і 86 загиблих.
- Шрі-Ланка підтвердив додатковий випадок, прийнявши загальну кількість до 3.[310]
- Швейцарія підтвердила 212 нових випадків та 2 додаткові випадки смерті.[311]
- Тринідад і Тобаго підтвердили свою першу справу, громадянку Швейцарії.
- Україна повідомила про два нові випадки, довівши загальну кількість до 3.[312]
- Сполучене Королівство підтвердило 136 нових випадків, довівши загальну кількість до 596. Також було підтверджено ще дві смерті, що призвело до загальної кількості 10.[313] Було підтверджено, що головний тренер " Арсеналу " Мікель Артета випробував позитивну позицію на COVID-19.[314]
- Сполучені Штати підтвердили 373 додаткові випадки, що призвело до загальної кількості 1645. Зафіксовано ще три випадки смерті, що призвело до загальної кількості 41.[315] Донован Мітчелл " Юта Джаз " випробував позитивність на вірус.[316]
- В'єтнам підтвердив шість нових випадків, довівши загальну кількість до 44.[317][318]
- Член команди McLaren тестований позитивний на коронавірус, кинувши Гран-прі Австралії 2020 року в занепокоєння.[319]

### 13 березня
Звіт про ситуацію ВООЗ № 53
- Антигуа та Барбуда підтвердили свій перший випадок.[321]
- Аруба підтвердив свої перші два випадки — люди, які їхали з Нью-Йорка.[322]
- Болгарія підтвердила три нові випадки, довівши загальну кількість до 26. Пізніше Болгарія підтвердила п'ять додаткових випадків, довівши їх до 31.
- Бразилія підтвердила 22 нові справи, довівши загальну кількість до 171.[323] Президент Джаїр Болсонаро випробував негатив на COVID-19.[324][325]
- Бруней підтвердив 14 нових випадків, довівши загальну кількість до 25.[326]
- Кайманові острови підтвердили свій перший випадок.
- Колумбія повідомила про ще три випадки, збільшивши їх до 16.[327]
- Коста-Рика повідомила про три нові справи з 12 березня, що призвело до загальної кількості справ до 26.[328]
- Кюрасао повідомив про свій перший випадок, голландського туриста.[329]
- Ефіопія підтвердила свій перший випадок.[330]
- Чисельність Франції зросла до 2876 випадків і 81 смерть.[331]
- Габон підтвердив свій перший випадок.[332]
- Загальна кількість випадків у Німеччині зросла до 3 675.[333]
- Гана підтвердила свої перші два справи, чиновника посольства Норвегії та громадянина Туреччини.[334]
- Гваделупа підтвердив свій перший випадок, громадянина, який нещодавно повернувся з Франції.[335]
- Гватемала підтвердила свій перший випадок, мандрівник з Італії.[336]
- Гвінея повідомляє про свій перший випадок, працівника делегації ЄС.[337]
- Випадки Італії зросли до 17 660, а кількість смертей — до 1266, що на 250 загинуло за 24 години.[338]
- Казахстан підтвердив свої перші два випадки, які також були першими в Середній Азії.[339]
- Кенія підтвердила свій перший випадок, кенійський громадянин, який повернувся зі США через Лондон.[340]
- Косово підтвердило свої перші два справи.[341]
- Литва підтвердила три нові справи, довівши загальну кількість до 6. Громадянин Іспанії з Мадрида підтверджується у Вільнюсі, а також жінка у Клайпеді, яка прибула з Тенеріфе, та чоловік у Каунасі, який прибув з Італії 29 лютого.[342]
- Малайзія підтвердила 39 нових випадків, довівши їх загальну кількість до 197.[343]
- Філіппіни підтвердили ще 12 випадків, довівши загальну кількість до 64.[344]
- Пуерто-Рико підтвердив свої перші три випадки — 71-річного чоловіка та італійську пару, віком 68 та 70 років.[345]
- Сент-Люсія підтвердила свій перший випадок, 63-річну жінку, яка поїхала до Великої Британії.[346]
- Сінгапур підтвердив ще 13 випадків, довівши загальну кількість до 200. Кількість імпортованих справ перевищила кількість місцевих справ.[347]
- Словаччина підтвердила 11 нових випадків, довівши загальну кількість до 32.[348]
- Випадки Іспанії зросли до 4,231. Також було підтверджено ще 35 випадків смерті, що призвело до загальної кількості 121.[349][350]
- Шрі-Ланка підтвердив три нові випадки, довівши загальну кількість до 6.[351]
- Судан підтвердив свій перший випадок і першу смерть — чоловік 50 років, який подорожував до Об'єднаних Арабських Еміратів.[352]
- Суринам підтвердив свій перший випадок.[353]
- Швейцарія повідомила про 1125 випадків (з яких 116 проходять остаточний аналіз)[354] на 31 % збільшується в день.
- Туреччина підтвердила свою другу справу.[355] Пізніше в той же час кількість справ зросла до 5. Усі випадки пов'язані з першим випадком, який заразився вірусом з Європи.[356]
- Україна повідомила про свою першу смерть — 71-річну жінку із Радомишля Житомирської області, яка нещодавно їздила до Польщі.[357]
- Сполучене Королівство підтвердило 202 нові випадки, довівши загальну кількість до 798. Перша смерть була підтверджена в Шотландії, що призвело до загальної кількості смертей у Великій Британії до 11.[358]
- США підтвердили 559 додаткових випадків, що призвело до загальної кількості 2 204. Зафіксовано ще вісім випадків смерті, що призвело до загальної кількості 49.[359]
- Віргінські острови США підтвердили перший випадок на території.[360]
- Уругвай підтвердив свої перші чотири випадки, всі вони подорожували з Мілану, Італія.[361]
- Венесуела підтвердила свої перші два випадки, один мандрівник із США, а другий, який їхав із Іспанії.[362]
- В'єтнам підтвердив три додаткові випадки, довівши загальну кількість до 47.[363][364]

### 14 березня
Звіт про ситуацію ВООЗ № 54
- Бразилія підтвердила ще сім випадків, довівши загальну кількість до 178.[366][367]
- Бруней повідомив про три нові випадки, в результаті чого загальна кількість становила 40.[368]
- Болгарія підтвердила шість нових випадків, в результаті чого загальна кількість становила 37. Також було підтверджено ще одну смерть, довівши загальну кількість до 2.
- Центральноафриканська республіка підтвердила свій перший випадок.[369]
- Колумбія повідомила про ще вісім випадків, загалом — 24.[370]
- Республіка Конго підтвердила свій перший випадок — особу, яка їхала з Франції.[371]
- Данія підтвердила першу смерть у країні, 81-річного чоловіка.[372]
- Екваторіальна Гвінея підтвердила свій перший випадок, 42-річну жінку, яка повернулася з Мадрида.[373]
- Есватіні підтвердив свій перший випадок, 33-річну жінку, яка подорожувала до США, а потім Лесото перед тим, як повернутися додому в Есватіні.[374]
- Франція підтвердила 838 нових випадків, довівши загальну кількість до 4 499. Підтверджено ще 12 випадків смерті, що призвело до загальної кількості 91.
- Іран підтвердив 1365 нових випадків, що призвело до загальної кількості 12 729. Було підтверджено ще 97 випадків смерті, що призвело до загальної кількості 611.[375]
- Ірландія підтвердила 39 нових випадків, найбільший на сьогоднішній день, і ще один підтвердив смерть. 129 загалом підтверджених випадків та 2 випадки смерті.[376]
- Італія підтвердила 4997 нових випадків, що призвело до загальної кількості 21157. Також було підтверджено ще 175 випадків смерті, що призвело до 1441 осіб.[377]
- Малайзія підтвердила 41 новий випадок, в результаті чого загальна кількість становила 238.[378]
- Мавританія підтвердила свій перший випадок.[379]
- Майотта підтвердила свій перший випадок.[380]
- Молдова підтвердила 4 нові справи.
- Намібія підтвердила свої перші випадки: двоє туристів відвідують країну.[381]
- Нова Зеландія підтвердила свою шосту справу — чоловіка, який повернувся зі США 6 березня.[382]
- Філіппіни підтвердили ще 47 випадків, довівши загальну кількість до 111.[383]
- Руанда підтвердила свій перший випадок.[384]
- Саудівська Аравія підтвердила 17 додаткових випадків, а їх загальна кількість зросла до 103.[385]
- Сінгапур підтвердив ще 12 випадків, довівши загальну кількість до 212.[386]
- Сейшели повідомили про перші два випадки.[387]
- Іспанія підтвердила 1522 нові справи, збільшивши їх загальну кількість до 5 753 справ. Підтверджено ще 62 випадки смерті, що призвело до загальної кількості 183.[350]
- Шрі-Ланка підтвердив два нові випадки, довівши загальну кількість до 8.[388] Пізніше було підтверджено ще три справи, що призвело до загальної кількості 11.[389][390]
- Таїланд підтвердив ще сім справ, довівши загальну кількість до 82.[391]
- Сполучене Королівство підтвердило 342 нові випадки, що призвело до загальної кількості 1140. Повідомлялося про ще 10 випадків смерті, що загалом становило 21.[392]
- США підтвердили 612 нових випадків, що призвело до загальної кількості 2816. Одним із випадків був 24-річний Крістіан Вуд з поршень Детройту.[393][394] Зафіксовано ще одинадцять випадків смерті, що призвело до загальної кількості до 60.[395]
- В'єтнам підтвердив шість додаткових випадків, довівши загальну кількість до 53.[396][397][398]

### 15 березня
Звіт про ситуацію ВООЗ № 55
- Багамські острови підтвердили свій перший випадок — пацієнта, який не мав недавньої історії подорожі.[400]
- Бруней підтвердив десять нових випадків, довівши загальну кількість до 50.[401]
- Болгарія підтвердила вісім нових випадків, довівши загальну кількість до 51.
- Фінляндія припинила тестування на людей, які повертаються з закордонних поїздок, і всіх людей, які страждають симптомами грипу в країні. Тести зарезервовані лише для медичних працівників.[402]
- Гуам підтвердив свої перші три випадки, двоє людей, які прибули з Маніли, та ще одна людина, яка не має недавньої історії поїздок.[403]
- Індонезія підтвердила ще 21 випадок, довівши загальну кількість до 117. Серед нових діагнозів можна віднести перші випадки Північного Сулавесі[404] та Джокьякарта[405].
- Ірландія підтвердила 40 нових випадків, найбільший на сьогоднішній день — 23 чоловіки та 17 жінок. Усього 169 підтверджених випадків та 2 випадки смерті.[406]
- Італія підтвердила ще 3,590 випадків, що призвело до загальної кількості 24 747. У країні також зафіксовано 368 нових смертей, що призвело до загальної кількості 1809.[407] Це була найбільша смертність за добу в країні з моменту початку пандемії.
- Малайзія підтвердила 190 нових випадків, довівши загальну кількість до 428. Більшість із цих випадків пов'язані зі збором у Куала-Лумпурі.[408]
- Молдова підтвердила 11 нових справ, довівши загальну кількість до 23.
- Нова Зеландія підтвердила два нові випадки: чоловіка з Веллінгтона та датської жінки, що призвело до загальної кількості 8.[409][410]
- Саудівська Аравія підтвердила 15 нових справ, загальна кількість яких до 118
- Сінгапур підтвердив 14 нових випадків, довівши загальну кількість до 226. Це найбільша кількість нових випадків у країні за один день.[411]
- Шрі-Ланка підтвердив ще вісім випадків, довівши загальну кількість до 19. Є 18 активних випадків з одним відновленим випадком.[412][413]
- Таїланд підтвердив ще 32 випадки, довівши загальну кількість до 114.[414]
- Туреччина підтвердила ще 12 випадків, довівши загальну кількість до 18.[415]
- Сполучене Королівство підтвердило 232 нові випадки, що призвело до загальної кількості 1372. Зафіксовано ще 14 випадків смерті, що загалом становило 35 осіб.[416]
- США підтвердили 669 нових випадків, що призвело до загальної кількості 3485. Повідомлялося ще про п'ять смертей, що призвело до загальної кількості 65.[417]
- Узбекистан підтвердив свою першу справу — громадянина, який повернувся з Франції.[418]
- В'єтнам підтвердив чотири додаткові випадки, довівши загальну кількість до 57.[419][420]

### 16 березня
Звіт про ситуацію ВООЗ № 56
- Бенін підтвердив свій перший випадок, 49-річного чоловіка, який їздив до Бельгії та Буркіна-Фасо.[422]
- Болгарія підтвердила два нові випадки, довівши загальну кількість до 53. Пізніше Болгарія підтвердила ще дев'ять випадків, довівши остаточний результат до 62.[423]
- Коста-Рика підтверджує 40 випадків.[424]
- Кіпр підтвердив 13 нових випадків, загалом — 46.[425]
- Єгипет підтвердив 40 нових випадків, загалом — 166. Він також підтвердив дві додаткові випадки смерті.[426]
- Франція підтвердила, що випадки зросли до 6 633 із 148 смертьми.[427]
- Справа Німеччини зросла до 7 272 із 17 смертьми.
- Греція підтвердила 21 нову справу на загальну кількість 352.[428][429]
- Ґренландія підтвердила свій перший випадок.[430]
- Гватемала підтвердила ще п'ять випадків, довівши загальну кількість до 6 та першу смерть у країні від вірусу.[431]
- Індонезія підтвердила ще 17 справ, загалом 134.
- Випадки Ірану зросли до 13 938, а кількість загиблих зросла на 129 до 853.[432] Смерть включала Хашема Батхае Голпаенагі, Велику Аятоллу та представника Тегеранської провінції в Асамблеї експертів Ірану.[433]
- Ірландія підтвердила 54 нові справи, найбільші на сьогоднішній день. 223 загалом підтверджені випадки та 2 випадки смерті.[434]
- Підтверджені в Італії випадки зросли до 27 980, смертності — до 2158.[435] У цілому було включено 2233 нових випадків та 349 нових смертей.
- Йорданія підтвердила чотири нові випадки, прийнявши їх загалом до 15.[436]
- Кувейт підтвердив 11 нових випадків, прийнявши їх загалом до 123.[437]
- Ліберія підтвердила свій перший випадок.[438]
- Малайзія оголосила ще 125 випадків, прийнявши їх до загальної кількості 553, причому багато нових випадків пов'язані з недавнім релігійним святом в країні.[439]
- Молдова оголосила ще шість справ, загалом — 29.
- Оман підтвердив дві додаткові справи, збільшивши їх до 24.[440]
- Пакистан підтвердив свою першу смерть.[441]
- Катар повідомив про 64 нові випадки, коли це було 401.[442]
- Сінгапур підтвердив ще 17 випадків, довівши загальну кількість до 243. Це найбільший сплеск нових справ за один день.[443]
- Сомалі підтвердили свій перший випадок.[444]
- Іспанія повідомила про 9 942 випадки та 342 випадки смерті.
- Шрі-Ланка підтвердив ще одинадцять випадків, довівши їх загальну кількість до 29.[445][446]
- Танзанія підтвердила свій перший випадок.[447]
- Туреччина оголосила, що кількість справ зросла до 47, підтверджено 29 нових справ.[448]
- Сполучене Королівство підтвердило 1543 позитивних тестів, порівняно з 1372.[449]
- Сполучені Штати підтвердили 974 нові випадки, що призвело до загальної кількості 4 459. Зафіксовано ще 22 випадки смерті, що призвело до загальної кількості 87.[450]
- Україна підтвердила дві нові справи: дві жінки, одна з яких нещодавно повернулася з Італії.[451] Пізніше цього дня було підтверджено ще два випадки, що призвело до загальної кількості 7.[452]
- В'єтнам підтвердив чотири додаткові випадки, довівши загальну кількість до 61.[453][454]

### 17 березня
Звіт про ситуацію ВООЗ № 57
- Барбадос повідомив про перші два випадки людей, які нещодавно повернулися зі США.[455]
- Болгарія підтвердила п'ять нових випадків, довівши число до 67, а потім ще 14 нових справ, довівши загальну кількість до 81.
- Бразилія підтвердила першу смерть у країні 62-річного чоловіка в штаті Сан-Паулу.[456]
- Франція підтвердила, що 7 730 людей випробували позитивний результат зі смертю 175 осіб.[457]
- Гамбія повідомила про свій перший випадок.[458]
- Угорщина повідомила про 11 нових випадків, довівши загальну кількість до 50.[459]
- Індонезія повідомила про 38 нових випадків, що призвело до загальної кількості 172.[460]
- Італія підтвердила збільшення до 31 506 випадків та 5003 випадків смерті.[461]
- Кувейт підтвердив сім нових справ, прийнявши їх загалом 130.[462]
- Малайзія повідомляє про перші дві смерті — 60-річного пастора в Сараваку та 34-річного чоловіка з Джохора, який відвідував мусульманські релігійні збори. Саравак також повідомляє про 11 нових випадків.[463][464]
- Чорногорія повідомила про перші два випадки. Один заражений був із Підгориці, а другий з Ульцина.[465] Чорногорія була останньою країною в Європі без підтверджених випадків.
- Нідерланди підтвердили 1705 випадків та 43 випадки смерті.
- Нова Зеландія підтвердила чотири нові випадки, довівши їх до 12.[466][467]
- Філіппіни повідомили про 45 нових випадків, загалом — 187.[468]
- Сінгапур підтвердив 23 нові справи, довівши загальну кількість до 266. Це найбільша кількість нових випадків за один день до цього часу.[469]
- Словаччина підтвердила 25 нових випадків, довівши загальну кількість до 97.
- Україна повідомляє про 7 нових випадків та про другу смерть, що доводить загальну кількість випадків до 14.[470]
- Сполучене Королівство повідомило про 407 нових випадків, загальна кількість яких зросла з 1543 до 1950. Було оголошено 32 додаткові випадки смерті, загальна кількість яких становила 104 особи.
- США підтвердили 1676 нових випадків, довівши загальну кількість до 635. Зафіксовано ще 25 випадків смерті, що призвело до загальної кількості 112.[471] « Бруклін Нетс» оголосив, що четверо їхніх гравців випробували позитив, включаючи форварда Кевіна Дюранта.[472]
- В'єтнам підтвердив ще п'ять випадків, довівши загальну кількість до 66.[473]

### 18 березня
Звіт про ситуацію ВООЗ № 58
- Джибуті підтвердив свій перший випадок.[474]
- Киргизстан повідомив про свої перші випадки — троє людей, які нещодавно повернулися з паломництва до Саудівської Аравії.[475]
- Молдова підтвердила свою першу смерть[476] та 6 нових випадків, довівши їх до 36.
- Монтсеррат підтвердив свій перший випадок — людину, яка відвідала Велику Британію.[477]
- Нова Каледонія підтвердила свої перші два випадки.[478]
- Нова Зеландія підтверджує вісім нових випадків, доводячи загальну кількість до 20.[479]
- Сінгапур підтвердив 47 нових випадків, довівши загальну кількість до 313. Це найбільша кількість нових випадків за один день до цього часу.[480]
- Сполучене Королівство підтвердило 676 нових випадків, прийнявши їх загалом 2626.
- Замбія повідомляє про перші два випадки.[481]

### 19 березня
Звіт про ситуацію ВООЗ № 59
- Чад підтвердив свій перший випадок, громадянин Марокко, який їхав в країну з Камеруну.
- Сальвадор підтвердив свою перший випадок.
- Фіджі підтвердив свій перший випадок.
- Ірландія підтвердила 191 новий випадок, найбільший на сьогоднішній день з більш ніж у два з половиною рази підтвердженими випадками 18 березня та третьою смертю, що призвело до загальної кількості випадків 557. На сьогоднішній день було проведено близько 7000 тестів, і міністр охорони здоров'я Саймон Харріс вважає, що протягом наступних кількох днів буде проведено 15000 тестів на день.
- Острів Мен підтвердив свою перший випадок — особу, яка нещодавно повернулася з Іспанії.
- Кількість випадків в Італії зросла до 41 035 з попередніх 35 713, на 5322, що швидше темпів зростання, ніж за останні три дні. Вони також наздогнали Китай як країну з найбільшою кількістю смертей, зафіксувавши 3.405 загиблих, що на 427 більше, ніж напередодні.
- Нова Зеландія підтвердила вісім нових випадків, довівши їх загальну кількість до 28.
- Нікарагуа підтвердила свій перший випадок, імпортований з Панами.
- Нігер підтвердив свій перший випадок, місцевий 36-річний чоловік, який багато подорожував до Того, Гани, Кот-д'Івуару та Буркіна-Фасо через роботу.
- Пакистан підтвердив 70 додаткових справ.
- Росія підтвердила свою першу смерть.
- Сінгапур підтвердив 32 нові випадки, довівши їх загальну кількість до 345.
- Іспанія повідомила про значне збільшення кількості випадків: 17 147 випадків та 767 смертей.
- Загальна кількість діагностованих випадків у Сполученому Королівстві зросла до 3229, що збільшилося на 603, а кількість загиблих зросла до 144.
- Сполучені Штати підтвердили ще 3997 випадків, що призвело до загальної кількості 13,133. Повідомлялося про ще 46 випадків смерті, що призвело до загальної кількості 195. «Денвер Наггетс», «Лос-Анджелес Лейкерс», «Філадельфія 76ers» і «Бостон Селтікс» повідомили, що деякі їх гравці пройшли позитивний тест на вірус. Гравців не назвали.
- В'єтнам підтвердив ще дев'ять випадків, довівши загальну кількість до 85.

### 20 березня
Звіт про ситуацію ВООЗ № 60
- Ангола підтвердила свій перший випадок, китайський бізнесмен.
- Кабо-Верде підтвердив свій перший випадок, 62-річний англійський турист.
- Гаїті повідомляє про перші два випадки.
- Ірландія підтвердила 126 нових справ, що менше, ніж 19 березня. 683 підтверджені випадки та 3 випадки смерті.
- Нова Зеландія підтверджує 11 нових випадків, в результаті чого загальна кількість становить 39.
- Папуа-Нова Гвінея підтвердила свій перший випадок.
- В'єтнам підтвердив ще шість випадків, довівши загальну кількість до 91.

### 21 березня
Звіт про ситуацію ВООЗ № 61
- Аландські острови підтвердили свої перші два випадки.
- Еритрея підтвердила свій перший випадок, 39-річного громадянина Еритреї, який постійно проживає в Норвегії.
- Гватемала підтвердила п'ять нових випадків, доводячи загальну кількість до 17.
- Індонезія підтвердила 81 новий випадок, що призвело до загальної кількості 450. Кількість смертей зросла на шість до 38.
- Ірландія підтвердила 102 нові випадки, що менше, ніж 20 березня, загалом 785 підтверджених випадків та 3 випадки смерті.
- Малайзія підтвердила ще п'ять випадків смерті, що призвело до загальної кількості 8. Окремо було підтверджено 153 нові випадки, що призвело до загальної кількості 1183.
- Нова Зеландія повідомила про 13 нових випадків, що в цілому становило 52.
- На Філіппінах зафіксовано 77 нових випадків, що призвело до загальної кількості 307.
- Сінгапур підтвердив перші дві смерті — 64-річного індонезійця та 75-річну сингапурську жінку. Пізніше було підтверджено 47 нових справ, що призвело до загальної кількості 432.
- Придністров'я підтвердило свої перші два випадки.
- Сполучене Королівство підтвердило, що позитивні результати випробувань зросли до 5,018 і загинули 233 випадки смерті.
- Сполучені Штати підтвердили ще 4886 випадків, що призвело до загальної кількості 23 649. Зафіксовано ще 44 випадки смерті, що призвело до загальної кількості 302.
- В'єтнам підтвердив ще три випадки, довівши загальну кількість до 94.

### 22 березня
Звіт про ситуацію ВООЗ № 62
- Домініка підтвердила свій перший випадок, 54-річного чоловіка, який нещодавно прибув із Сполученого Королівства. [746]
- Гренада підтвердила свій перший випадок — жінка, яка нещодавно поїхала до Великої Британії.
- Індонезія підтвердила 64 нові випадки, довівши загальну кількість до 514.
- Ірландія підтвердила 121 новий випадок, більше, ніж 21 березня, і четвертий випадок смерті, загалом 906 підтверджених випадків і 4 випадки смерті.
- Малайзія підтвердила ще дві випадки смерті, що призвело до загальної кількості 10. Також було підтверджено 123 нові випадки, що призвело до загальної кількості 1 306.
- Мозамбік підтвердив свій перший випадок.
- Нова Зеландія повідомила про 14 нових випадків, що призвело до загальної кількості 66.
- Румунія підтвердила першу смерть 67-річного чоловіка, який страждав на рак. Загалом зафіксовано 367 випадків.
- Сінгапур підтвердив 23 нові випадки, довівши загальну кількість до 455.
- Сирія зафіксувала свій перший випадок.
- Сполучене Королівство підтвердило, що позитивні результати випробувань зросли до 5 683 і загинуло 281 смерть.
- Сполучені Штати підтвердили ще 10351 випадок, що призвело до загальної кількості 34 000. Зафіксовано ще 111 випадків смерті, що призвело до загальної кількості 413.
- Україна підтвердила ще 26 випадків, довівши загальну кількість до 73.
- В'єтнам підтвердив ще 19 випадків, довівши загальну кількість до 113.

### 23 березня
Звіт про ситуацію ВООЗ № 63
- Беліз підтвердив свій перший випадок, місцевий житель, який нещодавно повернувся з Лос-Анджелеса.
- Індонезія підтвердила 65 нових випадків, довівши загальну кількість до 579.
- Ірландія підтвердила 219 нових випадків, найбільший приріст на сьогодні, і два випадки смерті, загалом 1125 підтверджених випадків та 6 смертей.
- М'янма підтвердила перші два випадки.
- Нова Зеландія підтверджує 36 нових випадків, що призводить до загальної кількості 102.
- Панама підтвердила кілька нових випадків, довівши їх загальну кількість до 345. Панама також підтвердила кілька нових смертей, довівши загальну кількість до 6.
- Сінгапур підтвердив 54 нові випадки, що призвело до загальної кількості 509.
- Острови Теркс і Кайкос підтверджують свій перший випадок.
- Сполучене Королівство підтвердило, що позитивні результати випробувань зросли до 6 650 і загинули 335 смертей.
- В'єтнам підтвердив ще 10 випадків, довівши загальну кількість до 123.

### 24 березня
Звіт про ситуацію ВООЗ № 64
- Острів Пасхи повідомляє про свій перший випадок.
- Індонезія підтвердила 107 нових справ, найбільший приріст яких відбувся на сьогоднішній день, в результаті чого загальна кількість справ становила 686.
- Ірландія підтвердила 204 нові випадки, менші, ніж кількість випадків, що відбулися 23 березня, та одну смерть, що дало загалом 1329 підтверджених випадків та 7 смертей.
- Італія підтвердила 5249 нових випадків і 743 нових випадків смерті, що призвело до загальної кількості 69 176 випадків і 6 820 випадків смерті.
- Лаос повідомив про перші два випадки.
- Лівія підтвердила свій перший випадок.
- Малайзія повідомила про 106 нових випадків, що призвело до загальної кількості 1624. Малайзія також повідомила про одну смерть, що призвело до загальної кількості смертей до 15.
- Нова Каледонія повідомила про два нові випадки, в результаті чого загальна кількість становила дев'ять.
- Нова Зеландія підтвердила 40 нових випадків і почала включати ймовірні випадки до своєї кількості. Включення приводить загальну кількість Нової Зеландії до 155.
- Панама підтвердила 98 нових випадків, що призвело до загальної кількості 443 та 2 випадків смерті, що призвело до загальної кількості до 8.
- Сінгапур підтвердив 49 нових випадків, довівши загальну кількість до 558.
- Сполучене Королівство підтвердило, що позитивні результати тестів зросли до 8 077 і 422 випадки смерті. 8 077 випадків включали 6843 в Англії, 584 в Шотландії, 478 в Уельсі та 172 в Північній Ірландії.

### 25 березня
Звіт про ситуацію ВООЗ № 65
- Британські Віргінські острови повідомили про перші два випадки.
- Гвінея-Бісау повідомила про перші два випадки.
- Ірландія підтвердила 235 нових випадків, найбільший приріст на сьогоднішній день та два випадки смерті, що дало загалом 1564 підтверджених випадків та 9 смертей.
- Латвія повідомила про 24 нові випадки, серед яких перші п'ять випадків, які не можна відстежувати, [795] збільшивши загальну кількість до 221.
- Малі повідомив про перші два випадки.
- Нова Зеландія повідомила про 50 нових випадків, включаючи ймовірні випадки, що призвело до загальної кількості підтверджених та ймовірних справ до 205.
- Перу підтвердив дві смерті, що призвело до загибелі до 9.
- Сент-Кітс і Невіс повідомили про перші два випадки.
- Сінгапур підтвердив 73 нові випадки, довівши загальну кількість до 631.
- Сполучене Королівство підтвердило, що позитивні результати тестів зросли до 9299 і загинули 463 випадки.

### 26 березня
Звіт про ситуацію ВООЗ № 66
- Ангілья повідомив про перші два випадки.
- Іран повідомив про 2389 нових випадків і 175 смертей за останні 24 години, що призвело до загальної кількості загиблих в Ірані до 2234.
- Ірландія підтвердила 255 нових випадків, найбільший приріст на сьогодні, і десять смертей, найбільший стрибок смертності на сьогодні (раніше 2 випадки смерті за один день), що дало загалом 1819 підтверджених випадків і 19 смертей.
- Нова Зеландія повідомила про 78 підтверджених та ймовірних випадків, що призвело до 283. Всього 27 людей вилікувалися від вірусу.
- Росія підтвердила 182 випадки, довівши їх загальну кількість 842.
- Сінгапур підтвердив 52 нові випадки, що призвело до загальної кількості 683.
- Іспанія підтвердила ще 655 випадків загибелі, прийнявши кількість загиблих в країні до 4000.

### 27 березня
Звіт про ситуацію ВООЗ № 67
- Італія підтвердила нову найвищу кількість випадків загибелі на один день із 919 загиблими (що перевищує загальну кількість звільнених раніше у Іспанії), збільшивши загальну кількість країн до 9,134. Загалом підтверджені випадки зараження зросли на 5,959 до 86 498.
- Малайзія підтвердила свою 24-ту смерть — 35-річного чоловіка, який подорожував до Індонезії раніше цього місяця. В країні було зареєстровано загалом 2031 випадок, що найбільше в Південно-Східній Азії.
- Нова Зеландія підтвердила 85 нових підтверджених та ймовірних випадків, довівши їх до 368.
- Сінгапур підтвердив 49 нових випадків, довівши загальну кількість до 732.
- Іспанія зафіксувала найвищий на сьогодні кількість загиблих за один день у світі — 769 загиблих. Зараз було 64 059 підтверджених випадків, порівняно з 56 188.
- Південна Африка підтвердила свою першу смерть в той же час, коли почалося закриття в країні.
- США підтвердили щонайменше 101 242 випадки на основі даних, зібраних університетом Джона Хопкінса, обігнавши Китай (81,782) та Італію (80,589). У США кількість загиблих перевищила 1500.
- У новинах із посиланням на урядовий документ повідомляється, що 57-річна жінка, яка 10 грудня 2019 року випробувала позитивну хворобу на коронавірус і була описана в журналі Wall Street Journal, може бути нульовою у пацієнта при пандемії коронавірусу.

### 28 березня
- Нова Зеландія повідомила про 83 нові випадки, у тому числі 78 підтверджених та п'ять вірогідних випадків, що загалом становило 451.
- Сінгапур підтвердив 70 нових випадків, довівши загальну кількість до 802.
- Сполучене Королівство підтвердило, що позитивні результати випробувань зросли до 17 089, і було 260 нових смертей, збільшившись до 1,019.